# Final Fight Revenge
Final Fight Revenge  (Japans: ファイナルファイト リベンジ) is een computerspel dat in 1999 uit kwam als arcadespel. Het spel kwam een jaar later ook uit voor het platform Sega Saturn. Het spel is een vechtspel waarbij de speler kan vechten tegen personages in het spel. Het spel werd ontwikkeld door de Amerikaanse afdeling van Capcom, dat later ook de spellen Maximo: Ghosts to Glory en Final Fight: Streetwise uitbracht.

## Personages
| Naam             | Herkomst                     |
| ---------------- | ---------------------------- |
| Cody Travers     | Metro City, VS               |
| Mike Haggar      | Metro City, VS               |
| Guy              | Japan town of Metro City, VS |
| El Gado          | Cuba                         |
| Sodom Arizona    | VS                           |
| Poison           | Los Angeles, Californië, VS  |
| Hugo Andore      | Duitsland                    |
| Damnd            | Dominicaanse Republiek       |
| Edi E.           | Metro City, VS               |
| Horace Belger    | Metro City, VS               |
| Rolento Schugerg | New York, VS                 |

## Platforms
| Jaar | Platform    |
| ---- | ----------- |
| 1999 | Arcade      |
| 2000 | SEGA Saturn |

## Ontvangst
| Beoordeeld door       | Platform    | Datum           | Score |
| --------------------- | ----------- | --------------- | ----- |
| Shin Force            | SEGA Saturn | 8 april 2000    | 78%   |
| The Video Game Critic | SEGA Saturn | 17 januari 2014 | 58%   |